# Altiplano (comarca)
La comarca Altiplano, altrimenti conosciuta come Altiplano murciano o Altiplano de Yecla-Jumilla, è una delle 12 comarche della Regione di Murcia. Situata nell'estremo nord-est della regione, è incastonata tra le comunità autonome di Castiglia-La Mancia (provincia di Albacete) e la Comunità Valenciana (provincia di Alicante). Conta 60.217 abitanti (2010) ed ha come capoluogo la città di Yecla. Con soli 38 ab/km² è la comarca della Murcia meno densamente popolata.

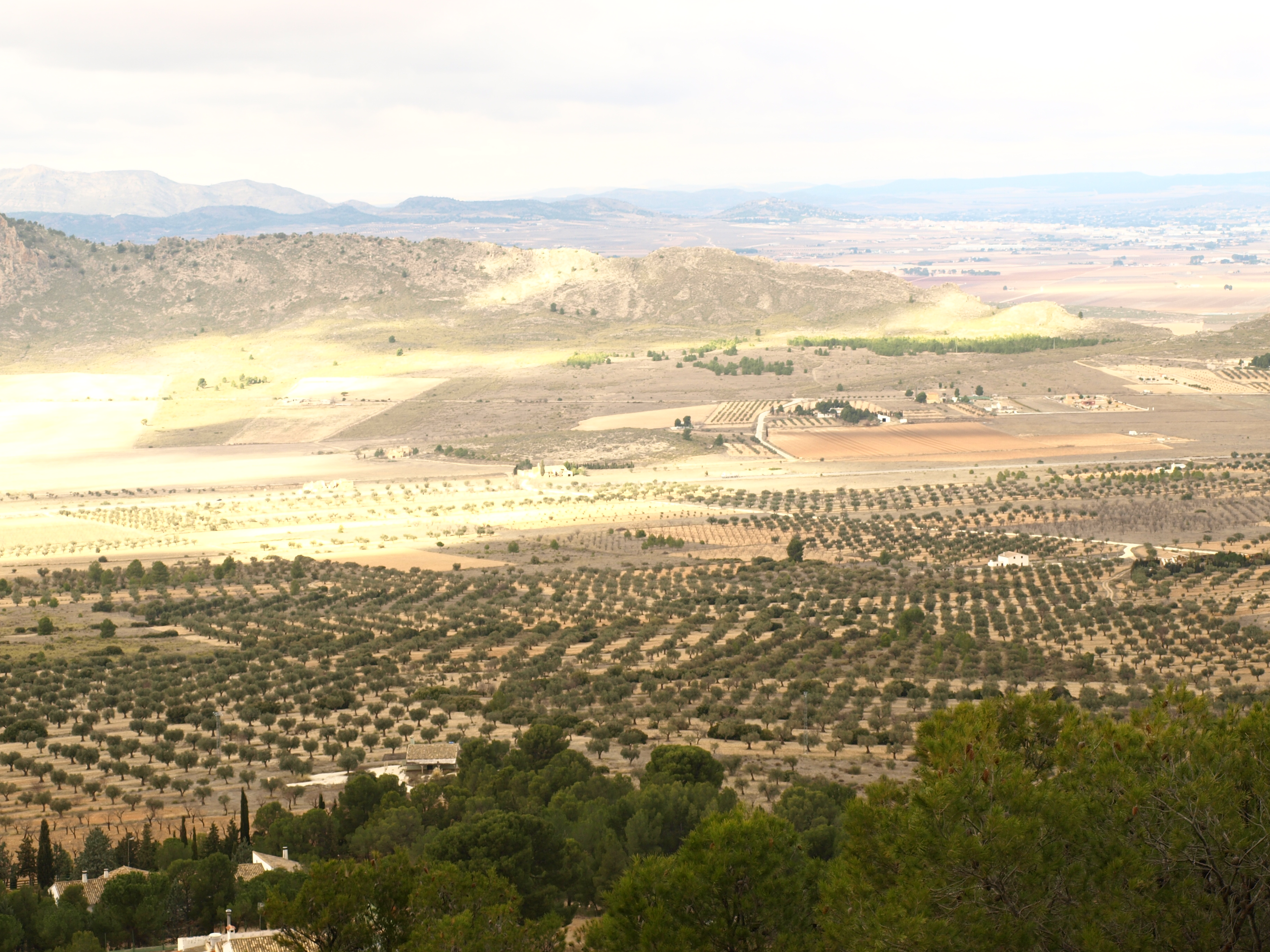
Vista dalla Sierra de Salinas, Yecla.

Dalla metà del XIX secolo nella comarca si è consolidata l'attività vinicola, grazie alla produzione di vini D.O.P. dal 1972. Importanti nell'agricoltura sono anche le colture di ulivi, mandorle e cereali.
Il clima è arido con influenze mediterranee e le precipitazioni sono scarse (350 mm annui).
La comarca è attraversata dalla A-33, la Superstrada dell'Altiplano (Autovía del Altiplano) che da questa comarca prende il nome e che, una volta interamente completata, collegherà la A-30 Madrid-Cartagena, la A-31 Madrid-Alicante e la A-35 Almansa-Xàtiva.

## Comuni
|         | \| Comune \| Abitanti \| \| ------- \| -------- \| \| Yecla \| 34.869 \| \| Jumilla \| 25.348 \| |
| Comune  | Abitanti                                                                                         |
| Yecla   | 34.869                                                                                           |
| Jumilla | 25.348                                                                                           |